# هيذر أورايلي
هيثر أورايلي (Heather O'Reilly) هي لاعبة أولمبية لرياضة كرة القدم من الولايات المتحدة. شاركت في الأولمبياد الصيفي في 2004–2012، وفازت بما مجموعه 3 ميداليات.

## الميداليات
| ذهب | فضة | برونز | المجموع |
| 3   | 0   | 0     | 3       |

## روابط خارجية
- هيذر أورايلي على موقع الاتحاد الدولي (مؤرشف)  (الإنجليزية)
- هيذر أورايلي على موقع الاتحاد الأوربي (الإنجليزية)
- هيذر أورايلي على موقع قاعدة بيانات كرة القدم.إي يو (الإنجليزية)
- هيذر أورايلي على موقع Soccerway.com (الإنجليزية)
- هيذر أورايلي على موقع اللجنة الأولمبية الدولية (الإنجليزية)
- هيذر أورايلي على موقع أوليمبيديا (الإنجليزية)